# Supercopa Uruguaya 2019
De Supercopa Uruguaya 2019 was de tweede editie van de Supercopa Uruguaya. Landskampioen CA Peñarol nam het op tegen Club Nacional de Football, de winnaar van het Torneo Intermedio. De beker werd door dezelfde ploegen betwist als vorig seizoen. Nacional won de Supercopa voor de eerste keer: zij namen de strafschoppen beter nadat de wedstrijd in een 1–1 gelijkspel was geëindigd.

## Gekwalificeerde teams
| Team                      | Kwalificatie                   | Vorige deelnames |
| ------------------------- | ------------------------------ | ---------------- |
| CA Peñarol                | Winnaar Primera División 2018  | 1 (2018)         |
| Club Nacional de Football | Winnaar Torneo Intermedio 2018 | 1 (2018)         |

## Supercopa Uruguaya
|                               |                                             |                                   |                                                                       |                                                                       |
| 3 februari 2019 20:15 (UTC−3) | Club Nacional de Football                   | 1 – 1 (n.v.)                      | CA Peñarol                                                            | Estadio Centenario, Montevideo Scheidsrechter: Andrés Cunha (Uruguay) |
| 3 februari 2019 20:15 (UTC−3) | Angeleri 36'                                | Verslag (AUF) Verslag (Soccerway) | 62' (pen.) C. Rodríguez                                               | Estadio Centenario, Montevideo Scheidsrechter: Andrés Cunha (Uruguay) |
| 3 februari 2019 20:15 (UTC−3) | Strafschoppen                               |                                   |                                                                       | Estadio Centenario, Montevideo Scheidsrechter: Andrés Cunha (Uruguay) |
| 3 februari 2019 20:15 (UTC−3) | Bergessio Carballo Viña Arzura Conde Zunino | 4 – 3                             | C. Rodríguez Viatri G. Rodríguez Agustín Canobbio Fernández Hernández | Estadio Centenario, Montevideo Scheidsrechter: Andrés Cunha (Uruguay) |

| Supercopa Uruguaya 2019                |
| -------------------------------------- |
| Club Nacional de Football Eerste titel |

2018 · 2019 · 2020 · 2021 · 2022 · 2023